# San Juan del Oro
San Juan del Oro, Grande de San Juan (hiszp. Río San Juan del Oro, Río Grande de San Juan) – rzeka w górach Andów, w Argentynie i Boliwii; o długości 388 km.
Swój początek bierze na wysokości 4233 m n.p.m., w argentyńskim departamencie Rinconada. Rzeka ta ma całkowitą długość 388 km i jest podzielona na 3 odcinki: 46 km należy wyłącznie do Argentyny, 56 km biegu stanowi granicę między Argentyną a Boliwią, a pozostałe 286 km należy wyłącznie do Boliwii. Uchodzi na wysokości 2209 m n.p.m. do krótszego cieku: Camblaya.
Część dorzecza należąca do terytorium Argentyny wynosi 5578 km², z czego 1871 km² należy do dorzecza rzeki La Quiaca, która łączy się z rzeką San Juan na terytorium Boliwii. Po stronie boliwijskiej znajdują się rancza Puca Khasa i Khellu Thica (przy skrzyżowaniu z rzeką Chiquiro), ranczo Casa Pintada (przy skrzyżowaniu z rzeką Roncal).
Sektory basenu środkowego i dolnego znajdują się w prowincji fitogeograficznej Prepuneña (część puny), z niskimi i rozproszonymi formacjami krzewów i drzew oraz dużą ilością bromeli i kaktusów, z których niektóre mają wygląd drzewiasty.